# Arc formeret
L'arc toral o arc faixó és l'arc transversal a la nau i que sustenta la volta. A les voltes de canó, és purament un reforç de la volta. Aquest tipus d'arcs va encastat a l'estructura i la seva orientació és transversal a l'eix de la mateixa; d'aquesta manera queda dividida en trams.